# Roddie Haley
Roddie Haley (ur. 6 grudnia 1965, zm. 17 lutego 2022) – amerykański lekkoatleta specjalizujący się w długich biegach sprinterskich.

## Sukcesy sportowe
W 1985 zajął I m. w mistrzostwach organizacji National Collegiate Athletic Association w biegu na 400 metrów. Największy sukces na arenie międzynarodowej odniósł w 1987 w Rzymie, zdobywając złoty medal mistrzostw świata w biegu sztafetowym 4 x 400 metrów (wspólnie z Dannym Everettem, Antonio McKayem i Butchem Reynoldsem). Oprócz tego wystąpił w finale biegu na 400 metrów, w którym zajął 8. miejsce. W tym samym roku wspólnie z amerykańskimi sprinterami zwyciężył również w biegu sztafetowym 4 x 400 metrów podczas igrzysk panamerykańskich w Indianapolis.

## Rekordy życiowe
- bieg na 200 metrów – 20,99 – Little Rock 12/04/1986
- bieg na 400 metrów – 44,48 – Houston 18/05/1986
- bieg na 400 metrów (hala) – 46,56 – Fairfax 14/02/1988